# 2010等你来
2010等你来（アルリンイーリン テンニーライ）は、2010年3月30日に2010年上海万博30日間カウントダウンのためのPR企画用に選定された曲。題名は日本語で「2010年はあなたを待っている」の意。30日間カウントダウン用に選定された理由は、関係機関によれば、この曲は明るくてリズムが良く、ネット上で流行していたからだとのことである。

## 関係者
- 作詞：張鵬
- 作曲：繆森[要出典]
- 原曲：岡本真夜[要出典]
- MV演出：王国平[1]
- 歌およびMV出演：ジャッキー・チェン、ラン・ラン、姚明、楊瀾、アンディ・ラウ、李寧、李冰冰、劉翔ほか

## 盗作疑惑
発表時、作曲者は中国の作曲家である繆森とされ、MVにもそのようにクレジット表示された。繆森は「部屋を歩き回り、足でリズムを取りながらインスピレーションを得た」と作曲の経緯を語り、自ら作ったと主張した。しかし4月10日ごろから、中国圏のネットで日本の歌手・岡本真夜が1997年に発表した楽曲「そのままの君でいて」をオリジナルとした盗作であるとする疑惑が浮上した。シンガポールのミュージシャン顔毓添は、「2010等你来」は、全てのフレーズの最初と最後の音が実質上完全に同一であり、音楽的な観点で見た場合、類似が8小節を超過することから、盗作に当たるとの考えを示した。
その他にも、この曲のミュージック・ビデオ(MV)は北京オリンピックに用いられた「北京歓迎你」の盗作であると指摘するものもある。しかし、本曲の作詞の張鵬と作曲の繆森は、本曲は「北京歓迎你」が発表される以前の2004年時点で上海万博用に選出されたものであるとして、この疑惑を否定している。
4月17日、上海万博の公式ページに、「主題曲『2010等你来』は著作権上の紛争疑惑のため、万博事務局は暫定的に使用を停止した」との発表が掲載された。このニュースは即日、内外のメディアに掲載された。
中国のネット上でも多くの反響があった。2010上海万博は各国の文化と経済水準が表れる交流の場であり、2008年北京オリンピック以来の、中国が開催する大規模国際イベントである。その舞台でこのような盗作疑惑が発生し、中国の内外両方でネガティブな反応が見られた。
4月19日、岡本の所属事務所に上海万博の実行委員会から「そのままの君でいて」の楽曲使用申請があり、事務所はこれを受諾。岡本は「世界中が注目するイベントである上海万博に協力させていただける機会をいただき、とてもステキなお話で光栄です」とコメントした。所属事務所は万博事務局が盗作を認めたかどうかについては明らかにしなかったが、共同通信社は「万博事務局側が事実上盗作を認め、正式に岡本さんの曲の使用手続きを踏んだ格好」と報じた。
4月22日、繆の声明が報じられた。声明は「下心のある者が、自分の作品と似ている岡本さんの曲を用いて、大衆の評判を誤った方向に導いた」と指摘し、盗作であることを否定した。さらに声明は「代理人を通じて東京で岡本さんの所属事務所の関係者らと協議し、岡本さん側は2つの曲は異なる曲であることを認識し、盗作かどうかの議論を排除することで合意しました」としている
。
4月27日、岡本の所属事務所とレコード会社が連名でコメントを発表した。「音楽は少なからずいろんな方に影響を受けますが、あそこまでAメロ、Bメロ、サビとそのままカバーされているものはございません」と、盗作が濃厚とみられることを指摘した。また繆に対しては「ちゃんと襟を正していただきたいと思います」と強く訴えたという。
繆の声明発表後、万博事務局から岡本側へは何の連絡もなく、「2010等你来」の使用が再開されることなく、4月30日の開会式を迎えた。開会式では当初、この曲も歌われる予定だったが、歌われなかった。
更に当局はこの使用申請受け入れについてのニュースは言論統制によって国内での報道を禁止とした。

## 上海万博以外での楽曲の用例
「上海万博」の名称で使用されているプロ野球・千葉ロッテマリーンズのチーム応援歌は、本作と「そのままの君でいて」のどちらを原曲として用いたかは不明である。